# Angelo Carossino

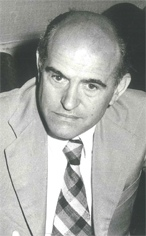
Angelo Carossino

Angelo Carossino (21 de fevereiro de 1929 – 25 de julho de 2020) foi um político italiano que serviu como prefeito de Savona (1958–1967), presidente da Ligúria (1975–1979) e membro do Parlamento Europeu (1979–1989). Ele nasceu em Génova e foi membro do ICP.